# زن‌کانونی
زن‌کانونی تمرکز غالب یا منحصر به فرد بر زنان در تئوری یا عمل یا حمایت از هر چیزی که با آن می‌توان زن را محور و کانون در نظر گرفت، به ویژه با یک دیدگاه زنانه ( فمینیستی) است.

## ریشه‌شناسی
برابر انگلیسی زن‌کانونی یعنی Gynocentrism از یونانی باستان، γυνή و κέντρον. Γυνή را می‌توان به عنوان زن یا زن ترجمه کرد، اما همچنین به عنوان همسر ترجمه می‌شود. در ترکیبات یونان باستان با γυνή، به‌طور معمول از ساقه γυναικ- استفاده می‌شود. این ساقه را می‌توان در حالت جنسی γυναικός، و در شکل قدیمی‌تر از حالت اسمی γύναιξ لکه دار کرد. در یونان باستان، هیچ ترکیباتی با ژنی وجود ندارد که با ژنو- یا γυνω- شروع شود.
کلمه یونان باستان κέντρον را می‌توان به عنوان نوک تیز، نیش (زنبورها و پشه‌ها)، نقطهٔ نیزه و نقطه ثابت یک جفت قطب‌نما، با مرکز معنی یک دایره وابسته به دومی ترجمه کرد. معنی مرکز / نقطه وسط (یک دایره) در کلمه لاتین centrum حفظ شده‌است، واژه ای قرض گرفته از یونان باستان. centre کلمه انگلیسی است که از centrum لاتین مشتق شده‌است. این واژه κέντρον از فعل κεντεῖν مشتق شده‌است، این معنی به نیش (زنبور عسل‌ها)، به خراش، به سیخک، و تحریک می‌کنند. هنگامی که در تلاش هستند تا ریشه‌شناسی واژه gynocentrism، را توضیح دهند مهم است که به نظر κέντρον یونان باستان، با دلالت نقطه میانی / مرکز، و نه واضح تر باستان κεντρισμός کلمه یونانی (معکوس -centrism) را مشخص کنند.

## تاریخ
اصطلاح gynocentrism حداقل از سال ۱۸۹۷  در دادگاه آزاد ظاهر شد و بیان داشت که اروپای قاره ای آمریکایی‌ها را «بیش از اینکه از جنس گرایی متمرکز باشند، از جنس گرایی رنج می‌بردند» استفاده می‌کند. در سال ۱۹۱۴، نویسنده جورج ای بیرمنگام اظهار داشت که "زندگی اجتماعی آمریکا به نظر من زن محور است. این چیدمان با توجه به راحتی و لذت زنان تنظیم شده‌است. مردان از کجا و چگونه می‌توانند وارد شوند. "
شروع از موج دوم فمنیسم در دهه ۱۹۷۰، اصطلاح زنان گرایی برای توصیف فمنیسم تفاوت گرا استفاده شده است، در مقابل فمینیسم تساوی، تغییر جهت درک و پذیرش تفاوت‌های جنسیتی را نمایش می‌دهد.
طبق گفته فیلسوف دانشگاه ماساچو، کریستا هوداپ، در جنبش‌های مردان مدرن، زن پرستی به عنوان ادامه احکام محبت آمیز دوران قرون وسطی توصیف می‌شود، جایی که زنان به عنوان یک طبقه شبه اشرافی ارزش یابی می‌شدند، و مردان به عنوان طبقه پایین خدمت می‌کردند. این دیدگاه، فمینیسم را تداوم قراردادهای ظالمانه قرون وسطایی مانند جوانمردی عبادی و روابط عاشقانه توصیف می‌کند، نه یک جنبش به سوی آزادی. مطالعه ای که توسط پیتر رایت انجام شد به این نتیجه رسید که زن‌کانونی نوعی خودشیفتگی زنان است که با نقش‌های سنتی جنسیتی ربط دارد.
پاؤل ناتانسون و کاترین ک. یانگ، اساتید مطالعات دینی ادعا می‌کنند که خواست‌های فمینیست برای برابری یا برابری نیرنگ برای زن‌کانونی است.

## در جامعه معاصر
جامعه مردانی که به راه خودشان می‌روند (MGTOW) خودشان را به عنوان عکس العمل در برابر سوءاستفاده از زنان سالاری توصیف می‌کنند.
در مطالعه سال ۲۰۱۹ در مورد جامعه ترینیداد که در مجله Justice Policy Journal گردآوری شد، محققان به این نتیجه رسیدند که «زن پرستی همه جنبه‌های سیستم عدالت کیفری و همچنین جامعه را دربر گرفته‌است».

## انتقاد
ناتانسون و یانگ اظهار داشتند که از نظر ایدئولوژیک، تمرکز عمده در زن پرستی، اولویت بندی زنان به صورت سلسله مراتب است، و در نتیجه ممکن است به عنوان سوتعرض (نفرت و تعصب به مردان) تعبیر شود. به گفته آنها، فمینیست‌ها خواستار برابری یا حتی انصاف هستند، غالباً مایه ترفند زن پرستی است.
آنها زن پرستی را به عنوان یک جهان بینی مبتنی بر این باور ضمنی یا صریح که جهان پیرامون زنان می‌چرخد، تعریف می‌کنند، موضوعی فرهنگی که آنها ادعا می‌کنند در پشت صحنه دادگاه‌های حقوقی و دیوان سالاری دولت «ادعا» شده و منجر به تبعیض سیستمی علیه مردان می‌شود. آنها همچنین بیان می‌کنند که زن پرستی نوعی ذات گرایی است - متمایز از بورس تحصیلی یا فعالیت سیاسی به نمایندگی از زنان - تا آنجا که بر فضایل ذاتی زنان و رذایل ذاتی مردان تمرکز دارد.
برخی نویسندگان میان اعمال و حوادث مربوط به زن‌کانونی، مانند روز مادر، و مفهوم کلی تر فرهنگ زن‌کانونیکه به مجموعه ای بزرگتر از صفات فرهنگ اشاره دارد و اهمیت زیادی در شیوه زندگی مردم دارند، تبعیض قائل شوند.
برخی از فمینیست‌های پست مدرن مانند نانسی فریزر فرض داشتن یک مفهوم پایدار از "زن" را که زیربنای همه زن‌کانونی است زیر سؤال می‌برند. ناتانسون و یانگ ادعای قابل مقایسه ای ارائه می‌دهند که زن پرستی نوعی ذات گرایی است که از بورس تحصیلی یا فعالیت سیاسی به نمایندگی از زنان متمایز است، تا حدی که بر فضائل ذاتی زنان متمرکز است. ناتانسون و یانگ اضافه می‌کنند که "این جهان بینی صراحتا هم نادرست است، زیرا نه تنها نیازها و مشکلات مردان را نادیده می‌گیرد، بلکه به مردان نیز حمله می‌کند."
کریستینا هاف سامرز استدلال کرده‌است که زن پرستی ضدفکری است و نگاهی تضاد به رشته‌های علمی و خلاق سنتی دارد و بسیاری از اکتشافات مهم و آثار هنری را مردانه رد می‌کند. سامرز همچنین می‌نویسد که فرض عینیت نسبت داده شده به بسیاری از نظریه‌های زن پرستی گفتمان و تفسیر فمینیستی را خفه کرده‌است.
لیندا برنز، نویسنده فمینیستی تأکید می‌کند که زن پرستی خواستار تجلیل از تفاوت‌های مثبت زنان - از تاریخ، اسطوره‌ها، هنرها و موسیقی زنان است - در مقابل الگوی جذب، بخشیدن شباهت به مردان. با این وجود در عمل مشاهده می‌شود، برتری زنان مرتبط با روایت‌های زن پرستی اغلب مطلق تلقی می‌شود: از نظر فردی، فرهنگی، تاریخی، سیاسی یا در زمینه‌های اجتماعی گسترده‌تر مانند سرگرمی‌های عامه پسند. به همین ترتیب، می‌تواند آنچه را که روزالیند کوارد "زن گرایی" نامیده می‌شود، نوعی از نسخه محبوب فمینیسم است که همه کارهای زنان را تحسین می‌کند و مردان را بدنام می‌کند ".